# ویدارابین
ویدارابین (به انگلیسی: Vidarabine)
رده درمانی: عوامل ضد ویروس نوکلئوزید پورین .
اشکال دارویی: آمپول، پماد چشمی 

## موارد مصرف
در درمان زخم‌های قرنیه و بیماری‌های دیگر ناشی از ویروس هرپس سیمپلکس و ویروس آبله مرغان استفاده می شود. 

## مکانیسم اثر
با توقف تولید DNA پلی‌مراز از سنتز ژنوم ویروس جلوگیری می‌کند.

## عوارض جانبی
تهوع، استفراغ، لکوپنی، ترومبوسیتوپنی، بی اشتهایی، اسهال، کاهش وزن، افزایش بیلیروبین و آنزیم AST کبدی.